# Lopadotemachoselachogaleokranioleipsanodrimhypotrimmatosilphioparaomelitokatakechymenokichlepikossyphophattoperisteralektryonoptekephalliokigklopeleiolagoiosiraiobaphetraganopterygon
Lopadotemachoselachogaleokranioleipsanodrimhypotrimmatosilphioparaomelitokatakechymenokichlepikossyphophattoperisteralektryonoptekephalliokigklopeleiolagoiosiraiobaphetraganopterygon – fikcyjna potrawa wspomniana przez dramaturga Arystofanesa w komedii Sejm kobiet (Ἐκκλησιάζουσαι, Ekklesiadzusai, wersy od 1169 do 1175). Słowo jest zbitką różnych słów z obszaru kulinariów.
W 1990 roku według Księgi rekordów Guinnessa było to najdłuższe słowo w literaturze światowej, zawierające w oryginale 170 liter.

## Użycie w sztuce
Termin ten jest użyty pod koniec sztuki, śpiewany przez chór, kiedy Blepyrus wraz z gośćmi jest wezwany do uczty już pod rządami kobiet:

Zaraz czeka nas ostrygo-śledzio-mureno-rekino-resztko-cierpko-kwaśno-czarciołajno-miodo-polano-kwiczoło-drozdo-turkawko-gołębio-kogucio-pieczono-grzebienio-pliszko-synogarlico-zajęczo-winnogotowano-farbo-kozio-skrzydełko

## Transliteracja
Oryginalny tekst po grecku to: 
λοπαδοτεμαχοσελαχογαλεο-
κρανιολειψανοδριμυποτριμματο-
σιλφιοκαραϐομελιτοκατακεχυμενο-
κιχλεπικοσσυφοφαττοπεριστερα-
λεκτρυονοπτεκεφαλλιοκιγκλοπε-
λειολαγῳοσιραιοϐαφητραγα-
νοπτερυγών
Transliteracja w alfabecie łacińskim to: 
Lopadotemakhoselakhogaleo-
kranioleipsanodrimypotrimmato-
silphiokarabomelitokatakekhymeno-
kikhlepikossyphophattoperistera-
lektryonoptekephalliokinklope-
leiolagōiosiraiobaphētraga-
nopterygṓn

## W innych językach
- angielski:
  - oysters-saltfish-skate-sharks'-heads-left-over-vinegar-dressing-laserpitium-leek-with-honey-sauce-thrush-blackbird-pigeon-dove-roast-cock's-brains-wagtail-cushat-hare-stewed-in-new-wine-gristle-of-veal-pullet's-wings (w tłumaczeniu Leo Straussa)[4]
  - Plattero-filleto-mulleto-turboto
-Cranio-morselo-pickleo-acido-
-Silphio-honeyo-pouredonthe-topothe-
-Ouzelo-throstleo-cushato-culvero-
-Cutleto-roastingo-marowo-dippero-
-Leveret-syrupu-gibleto-wings (w przekładzie Benjamina Bickleya Rogersa
- włoski: Ostrichetrancidipescesalatocagnoligattuccipezzidicefaloinsalsapiccantesilfiooliomieletordimerli-colombaccicolombellegallettilodolearrostocutrettolepiccioniselvaticilepricottenelvinocroccanticantuccini[5].

## Składniki
Danie to potrawka, do której przygotowania użyto przynajmniej szesnastu składników, wśród których są:

- ostrygi (λοπἄδο-)
- plastry rybne (-τεμἄχο-)
- mięso ryb z podgromady spodoustnych (-σελἄχο-)
- małe główki rekinie (-γἄλεο-κρανιο)
- dodatki z różnych składników, o wyrazistym smaku, utarte i duszone (-λειψἄνο-δριμ-ὒποτριμμἄτο)
- sylfion (-σιλφιο-), roślina z rodziny selerowatych
- kraby, krewetki lub langusty (-καραβο-)
- miód (-μελἵτο-)
- ryby z rodziny wargaczowatych lub drozdy (-κατακεχὔμενοκιχλ-)
- jakiś rodzaj ryb morskich lub kosy (-επικοσσὔφο-)
- gołębie (-φαττο-)
- grzywacze (-περιστερ-)
- kurczak (-ἄλεκτρυον-)
- smażona główka perkozka (-οπτο-κεφαλλιο-κιγκλο-)
- jakieś gołąbki (-πελειο-)
- zając (-λἄγῳο-)
- moszcz (-σἵραιο-)

Wszystko jest przybrane skrzydłami lub płetwami (-βἄφη-τρἄγἄνο-πτερύγων).